# Écran (revue)

Écran est une revue de cinéma publiée de 1972 à 1979.
La revue a été créée par un groupe de critiques ayant quitté la rédaction de Cinéma à la fin de l'année 1971 en raison de désaccords sur l'évolution de cette publication.
Le premier comité de rédaction est composé de Claude Beylie, Guy Braucourt, Jean A. Gili, Guy Hennebelle, Marcel Martin (directeur de la rédaction), Henry Moret (directeur artistique et technique), Rui Nogueira et Max Tessier.
Le dernier numéro d'Écran paraît en décembre 1979. La revue fusionne avec La Revue du cinéma à partir de janvier 1980.